# Xyris
Xyris är ett släkte av gräsväxter. Xyris ingår i familjen Xyridaceae.

## Bildgalleri

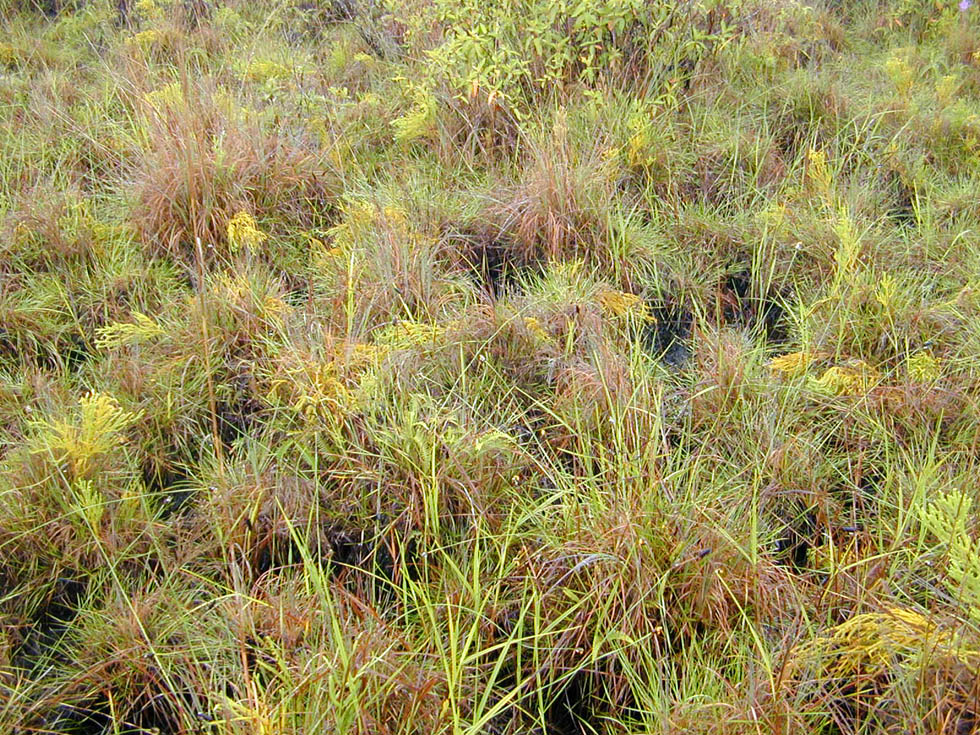

## Dottertaxa tillXyris, i alfabetisk ordning[2]
- Xyris aberdarica
- Xyris acrophila
- Xyris affinis
- Xyris albescens
- Xyris almae
- Xyris ambigua
- Xyris amorimii
- Xyris anceps
- Xyris andina
- Xyris angularis
- Xyris angustifolia
- Xyris anisophylla
- Xyris apureana
- Xyris aquatica
- Xyris aracamunae
- Xyris arachnoidea
- Xyris araracuarae
- Xyris archeri
- Xyris aristata
- Xyris asperula
- Xyris asterotricha
- Xyris atrata
- Xyris atriceps
- Xyris atrovirida
- Xyris augusto-coburgii
- Xyris aurea
- Xyris bahiana
- Xyris baldwiniana
- Xyris bampsii
- Xyris bancana
- Xyris barteri
- Xyris bialata
- Xyris bicarinata
- Xyris bicephala
- Xyris bicostata
- Xyris bissei
- Xyris blanchetiana
- Xyris blepharophylla
- Xyris boliviana
- Xyris brachyfolia
- Xyris brachysepala
- Xyris bracteata
- Xyris brevifolia
- Xyris byssacea
- Xyris cachimbensis
- Xyris calcicola
- Xyris calderonii
- Xyris calostachys
- Xyris caparaoensis
- Xyris capensis
- Xyris capillaris
- Xyris capnoides
- Xyris carinata
- Xyris caroliniana
- Xyris celiae
- Xyris cheumatophila
- Xyris chimantae
- Xyris ciliata
- Xyris cipoensis
- Xyris columbiana
- Xyris complanata
- Xyris concinna
- Xyris confusa
- Xyris congensis
- Xyris connosepala
- Xyris consanguinea
- Xyris consolida
- Xyris contracta
- Xyris coronata
- Xyris correlliorum
- Xyris coutensis
- Xyris cryptantha
- Xyris cuatrecasana
- Xyris culmenicola
- Xyris curassavica
- Xyris cylindrostachya
- Xyris cyperoides
- Xyris dardanoi
- Xyris dawsonii
- Xyris decipiens
- Xyris decussata
- Xyris delicatula
- Xyris densa
- Xyris diamantinae
- Xyris diaphanobracteata
- Xyris difformis
- Xyris dilatatiscapa
- Xyris dissimilis
- Xyris dissitifolia
- Xyris disticha
- Xyris downsiana
- Xyris drummondii
- Xyris ednae
- Xyris egleri
- Xyris ekmanii
- Xyris elegantula
- Xyris eleocharoides
- Xyris elliottii
- Xyris erosa
- Xyris erubescens
- Xyris esmeraldae
- Xyris exigua
- Xyris exilis
- Xyris fallax
- Xyris ferreirae
- Xyris festucifolia
- Xyris fibrosa
- Xyris filifolia
- Xyris filiformis
- Xyris fimbriata
- Xyris flabelliformis
- Xyris flexifolia
- Xyris floridana
- Xyris foliolata
- Xyris formosana
- Xyris frequens
- Xyris friesii
- Xyris frondosa
- Xyris fugaciflora
- Xyris fuliginea
- Xyris fusca
- Xyris gerrardii
- Xyris glandacea
- Xyris globosa
- Xyris glochidiata
- Xyris gongylospica
- Xyris gossweileri
- Xyris goyazensis
- Xyris gracilis
- Xyris gracillima
- Xyris graminosa
- Xyris grandiceps
- Xyris grandis
- Xyris graniticola
- Xyris graomogolensis
- Xyris grisebachii
- Xyris guaranitica
- Xyris guianensis
- Xyris guillauminii
- Xyris guillenii
- Xyris harleyi
- Xyris hatschhachii
- Xyris hilariana
- Xyris huberi
- Xyris huillensis
- Xyris humpatensis
- Xyris hymenachne
- Xyris hystrix
- Xyris imitatrix
- Xyris inaequalis
- Xyris indica
- Xyris indivisa
- Xyris insignis
- Xyris intersita
- Xyris involucrata
- Xyris isoetifolia
- Xyris itambensis
- Xyris itatiayensis
- Xyris jataiana
- Xyris jolyi
- Xyris juncea
- Xyris juncifolia
- Xyris jupicai
- Xyris kibaraensis
- Xyris kornasiana
- Xyris kradungensis
- Xyris kukenaniana
- Xyris kundelungensis
- Xyris kwangolana
- Xyris lacera
- Xyris lacerata
- Xyris laevigata
- Xyris lagoinhae
- Xyris lanata
- Xyris laniceps
- Xyris lanuginosa
- Xyris lanulobractea
- Xyris laxiflora
- Xyris laxifolia
- Xyris lejolyanus
- Xyris leonensis
- Xyris liesneri
- Xyris linifolia
- Xyris lithophila
- Xyris lobbii
- Xyris lomatophylla
- Xyris longibracteata
- Xyris longifolia
- Xyris longiscapa
- Xyris longisepala
- Xyris lucida
- Xyris luetzelburgii
- Xyris lugubris
- Xyris lutescens
- Xyris macbrideana
- Xyris machrisiana
- Xyris madagascariensis
- Xyris makuensis
- Xyris mallocephala
- Xyris malmeana
- Xyris mantuensis
- Xyris marginata
- Xyris maxima
- Xyris melanopoda
- Xyris melanovaginata
- Xyris mello-barretoi
- Xyris membranibracteata
- Xyris mentiens
- Xyris mertensiana
- Xyris metallica
- Xyris mexiae
- Xyris mexicana
- Xyris mima
- Xyris minarum
- Xyris montana
- Xyris moraesii
- Xyris morii
- Xyris mucujensis
- Xyris muelleri
- Xyris natalensis
- Xyris navicularis
- Xyris neblinae
- Xyris neglecta
- Xyris neocaledonica
- Xyris nigrescens
- Xyris nigricans
- Xyris nilssonii
- Xyris nivea
- Xyris nubigena
- Xyris obcordata
- Xyris oblata
- Xyris obscura
- Xyris obtusiuscula
- Xyris oligantha
- Xyris operculata
- Xyris organensis
- Xyris ornithoptera
- Xyris oxylepis
- Xyris paleacea
- Xyris pallidula
- Xyris panacea
- Xyris pancheri
- Xyris paradisiaca
- Xyris paraensis
- Xyris parvula
- Xyris pauciflora
- Xyris pectinata
- Xyris peteri
- Xyris phaeocephala
- Xyris picea
- Xyris pilosa
- Xyris piraquarae
- Xyris piresiana
- Xyris plantaginea
- Xyris platylepis
- Xyris platystachya
- Xyris popeana
- Xyris porcata
- Xyris porphyrea
- Xyris pranceana
- Xyris pratensis
- Xyris prolificans
- Xyris ptariana
- Xyris pterygoblephara
- Xyris pumila
- Xyris ramboi
- Xyris regnellii
- Xyris rehmannii
- Xyris reitzii
- Xyris retrorsifimbriata
- Xyris rhodolepis
- Xyris rigida
- Xyris rigidiformis
- Xyris riparia
- Xyris roraimae
- Xyris roycei
- Xyris rubella
- Xyris rubrolimbata
- Xyris rubromarginata
- Xyris rupicola
- Xyris sanguinea
- Xyris savanensis
- Xyris scabridula
- Xyris scabrifolia
- Xyris sceptrifera
- Xyris schizachne
- Xyris schliebenii
- Xyris schneeana
- Xyris serotina
- Xyris setigera
- Xyris seubertii
- Xyris sincorana
- Xyris smalliana
- Xyris sororia
- Xyris sparsifolia
- Xyris spathacea
- Xyris spathifolia
- Xyris spectabilis
- Xyris sphaerocephala
- Xyris spinulosa
- Xyris spruceana
- Xyris stenocephala
- Xyris stenophylla
- Xyris stenophylloides
- Xyris stenostachya
- Xyris straminea
- Xyris stricta
- Xyris subasperula
- Xyris subglabrata
- Xyris subsetigera
- Xyris subtilis
- Xyris subulata
- Xyris subuniflora
- Xyris sulcatifolia
- Xyris surinamensis
- Xyris symoensii
- Xyris tasmanica
- Xyris tatei
- Xyris teinosperma
- Xyris tenella
- Xyris tennesseensis
- Xyris teres
- Xyris teretifolia
- Xyris terrestris
- Xyris thysanolepis
- Xyris tomentosa
- Xyris toronoana
- Xyris torta
- Xyris tortilis
- Xyris tortula
- Xyris trachyphylla
- Xyris trachysperma
- Xyris trichophylla
- Xyris tristis
- Xyris tuberosa
- Xyris uleana
- Xyris uninervis
- Xyris unistriata
- Xyris ustulata
- Xyris vacillans
- Xyris valdeapiculata
- Xyris valida
- Xyris wallichii
- Xyris wawrae
- Xyris welwitschii
- Xyris veruina
- Xyris vestita
- Xyris villosicarinata
- Xyris witsenioides
- Xyris vivipara
- Xyris wurdackii
- Xyris xiphophylla